# لوك لست (لاعب غولف)
لوك لست (بالإنجليزية: Luke List)‏ هو لاعب غولف أمريكي، ولد في 14 يناير 1985 في سياتل في الولايات المتحدة.

## وصلات خارجية
- لوك لست على موقع رابطة لاعبي الغولف المحترفين (الإنجليزية)
- لوك لست على موقع التصنيف العالمي الرسمي للغولف (الإنجليزية)